# 塔斯馬尼亞後鰭鮭
塔斯馬尼亞後鰭鮭，為輻鰭魚綱胡瓜魚目後鰭鮭科的其中一種，亞熱帶魚類，分布於大洋洲塔斯馬尼亞島淡水、半鹹水域，體長可達7公分，棲息在溪流淺水域，會進行洄游，以昆蟲為食，生活習性不明。